# Giannandrea Romeo
Pour les articles homonymes, voir Romeo.
Giannandrea Romeo ou Giovanni Andrea Romeo  (1786, Santo Stefano in Aspromonte - 1862, Santo Stefano in Aspromonte) est un patriote italien du Risorgimento et de l'insurrection dans le royaume des Deux-Siciles de 1847.

## Biographie
Giannandrea Romeo naît en 1786 à Santo Stefano in Aspromonte. Il est le frère aîné du patriote Domenico Romeo. En 1811, il adhère au carbonarisme et il en devient Grand-Maître en 1816.
Avec son frère Domenico Romeo, son fils Pietro Aristeo Romeo et son cousin Stefano Romeo, Giannandrea participe à l'organisation de la révolte composée de vétérans du Carbonarisme qui doit s'étendre à la Calabre, la Sicile et la Basilicate. Le 29 août, son frère Domenico Romeo lance l'appel à la révolte, faisant hisser le drapeau tricolore italien sur la place de Santo Stefano in Aspromonte. Le 2 septembre, Giannandrea, Domenico, Pietro Aristeo et Stefano Romeo, à la tête de 500 hommes, prennent Reggio de Calabre, instituant un gouvernement provisoire.
L'unité vient à manquer et le secret est trahi. Seuls les Romeo sont entrés en action : à Messine, le comité d'action local s'est scindé en deux groupes et les hommes les plus décidés tentent une action de leur propre initiative dès le 1er septembre, la révolte est rapidement écrasée. À Catanzaro, il ne se passe rien et seul le District de Gerace se soulèvent. Les forces royales peuvent donc tranquillement se concentrer sur Reggio de Calabre. La répression est très dure : le 15 septembre, après un échange de tirs dans le quartier de Cicciarello di Marrappà, près de Podàrgoni, Domenico Romeo est tué et décapité. Sa tête est exposée pendant deux jours dans la cour de la prison de San Francesco à Reggio de Calabre. À Gerace, cinq insurgés sont fusillés : Michele Bello, Rocco Verduci, Pierdomenico Mazzone, Gaetano Ruffo et Domenico Salvadori. Giannandrea Romeo et arrêté puis condamné à mort, cette peine et ensuite transformée en emprisonnement à perpétuité mais il est finalement libéré par une amnistie royale en janvier 1848.
Giannandrea Romeo part pour Naples où il assiste à la signature de la constitution. Il va ensuite en Toscane puis dans les Abruzzes où il organise des soulèvements insurrectionnelles. Il est donc exilé au Piémont où il travaille au côté de Vincenzo Gioberti. Il collabore ensuite avec Giuseppe Garibaldi pour le soulèvement des Abruzzes.
En 1851, il part vivre à Londres où il entretient des rapports avec les célèbres patriotes Giuseppe Mazzini et Aurelio Saffi. Il retourne en 1853 à Turin où il soutient l'idée de Camillo Cavour sur l'intervention du Piémont dans la guerre de Crimée.
Après l'Unité italienne, il rentre à Naples à la suite du nouveau et premier roi d'Italie Victor-Emmanuel II. Il arrive ainsi juste à temps pour avoir la chance de voir sa fille Elisabetta portant le drapeau de l'Italie sur le balcon du palais royale.
En fin de vie, il se retire dans son pays natal de Santo Stefano in Aspromonte où il meurt en 1862.

## Articles liés
- Domenico Romeo
- Insurrection dans le royaume des Deux-Siciles de 1847